# 射箭頭八幡神社
射箭頭八幡神社（いやとはちまんじんじゃ）は、和歌山県和歌山市本脇（もとわき）に鎮座する神社。本脇及び日野地区の産土神。旧村社。

## 祭神
応神天皇、日本武命、息長足姫命（神功皇后）を祀る。

## 由緒
社伝によれば、日本武命が西国に下向する折に飽浦を訪れたのに因んで命を鎮祭したのが創まりで、後に三韓征伐を終えて凱旋した神功皇后が加太浦に寄航して鏑矢を射たところ、現社地より360メートルほど北西の三ッ池峠の上、下地ヶ尾という所に落ち止まり、その地を尋ねた皇后が品陀皇子（後の応神天皇）を鎮座させ、その時に百官が弓弦で餅を切って献上したという。また、皇后が田倉崎に差し掛かった時に暴風に遭遇、当神社に祈願して難を逃れたともいう。そして天児屋根命の22世の孫である天寿麿という者が下地ヶ尾に社を創建、応神天皇を主神に日本武命と皇后とを相殿に祀って「射箭頭八幡三所大神」と号し、飽浦の神廟として崇めたのが創祀であるという。
現社地は往古のお旅所であったが、降って天正年間（16世紀後半）に神託により中村忠政（後に出家して善等と称す）という浅野幸長の家士が神籬を建てて遷座したというが、遷座は慶長年間（16世紀末から17世紀初頭）のことであり、その理由は天正の戦火を被ったことと峠の往来が繁くなったためであるとする伝えもあり、また中村善等が本脇村境に射場を有し、慶長10年（1605年）にそこに豊前国宇佐八幡宮を勧請したとの伝えもある。
近世には加太淡島神社の摂社とされ、享保16年（1731年）に善等の子孫が神司を命せられた。なお、中世には大塔宮が祈願して自筆の「八幡大菩薩」の掛軸1幅を、近世には良恕法親王が「八幡宮」と書した板書1幅を、紀伊藩2代藩主徳川光貞が太刀を奉納している。
明治6年（1873年）4月に村社に列し、同45年に北隣する日野集落の無格社春日神社、八王子神社を合祀した。

## 社殿
本殿は流造で、向拝中央を唐破風にして棟に千木・鰹木を置き、四周を板壁で覆う。式殿（幣殿）は切妻造、拝殿は桁行2間梁間2間の入母屋造平入。本殿と式殿の屋根は銅板葺、拝殿は瓦葺。

## 境内社
住吉・事代主神社（表筒男神、中筒男神、底筒男神、事代主神）、大国主神社（大国主命）、稲荷神社（倉稲魂命）の3社が石造の小祠で鎮座する。

## その他
- 糸切餅 - 上述した弓弦で餅を切って献上したとの故事に因んだもので、昭和初期（20世紀前葉）までは茶店もあって加太街道（淡島街道）往来者に名物として賞翫されたが、交通機関の発達等で茶店が廃れるのに伴って姿を消した[7]。その概要を『紀伊名所図会』によって見ると、黄色い餅を白い餅で包んで棒状になし、端から糸でゆで卵を切るように細く切り、白砂糖をかけて食したという。